# Herminoner
Herminonerne (hermionerne) var ifølge blandt andet Tacitus en af de tre oprindelige folkegrupper af vestgermanerne i Centraleuropa omtrent modsvarende det nuværende Tyskland med tilgrænsende områder. Ifølge Tacitus var de andre grupper ingævonerne og istævonerne. De tre grupper skulle gå tilbage til guden Tvisto, der var født af jorden, og som havde sønnen Mannus, som atter havde tre sønner, som de tre stammegrupper.
Til herminonerne hørte oprindeligt også sveberne og beslægtede stammer fra anglerne og sakserne i nord til markomannerne i syd. De havde blandt andet en fælles religion med dyrkelse af hellige lunde, hvor den fornemmeste lå i Ziu-Irmin i hermundurernes land.
Herminonerne beboede ved vor tidsregnings begyndelse sammen med sveberne i stort set omtrent modsvarende det tidligere Østtyskland mellem Weser og Oder-Neisse samt de svebiske folk som bosatte sig nord om grænsen ved Donau. Foruden sveberne var hermundurerne de mægtigste og de beboede omtrent det nuværende Bayern. Blandt øvrige herminonske stammer kan nævnes cheruskerne hvorfra Arminius stammede.